# Gibraltári labdarúgókupa
A gibraltári labdarúgókupa vagy gibraltári kupa (angolul: Rock Cup) a legrangosabb nemzeti labdarúgókupa Gibraltáron, amelyet először 1895-ben rendeztek meg. A legsikeresebb klub a Lincoln Red Imps FC, amely eddig 17 alkalommal hódította el a trófeát.
A gibraltári kupa az ország második legrangosabb labdarúgó versenykiírása, a gibraltári bajnokság után. A kupa győztese jogán Gibraltár csapatot indíthat az Európa ligában.

## Dicsőség tábla
| Klub                              | Győztes : |
| --------------------------------- | --------- |
| Lincoln Red Imps FC               | 17        |
| St Joseph's FC                    | 9         |
| Europa FC                         | 5         |
| Glacis United FC                  | 5         |
| FC Britannia XI                   | 3         |
| Gibraltar United FC               | 3         |
| Manchester 62 FC                  | 3         |
| Gibraltar FC                      | 1         |
| HMS Hood FC                       | 1         |
| 2nd Battalion The King's Regiment | 1         |
| A.A.R.A.                          | 1         |
| RAF New Camp                      | 1         |
| 4th Btallion Royal Scott          | 1         |
| Prince of Wales FC                | 1         |
| Manchester 62 FC II               | 1         |
| 2nd Battalion RGJ                 | 1         |
| RAF Gibraltar                     | 1         |
| St Theresa's FC                   | 1         |

## Fordítás
- Ez a szócikk részben vagy egészben  a   Rock Cup című angol Wikipédia-szócikk fordításán alapul.  Az eredeti cikk szerkesztőit annak laptörténete sorolja fel. Ez a jelzés csupán a megfogalmazás eredetét és a szerzői jogokat jelzi, nem szolgál a cikkben szereplő információk forrásmegjelöléseként.